# Empresa de serveis energètics
Una empresa de serveis energètics (ESE) és una empresa que genera negoci a base de generar estalvi energètic i, per tant, estalvi als seus costos totals, als seus clients, que poden ser altres empreses del sector terciari (serveis) o secundari (indústria), a més del sector públic i de particulars. Poden millorar la seva eficiència energètica. Fan disminuir l'impacte ambiental associat al consum energètic, que també està relacionat amb la seva sostenibilitat i la capacitat de càrrega. El client estalvia diners sense fer disminuir la qualitat dels seus producte o serveis, és a dir que augmenta els seus beneficis econòmics.
Les ESE existeixen des dels anys 80 del segle xx. Els primers països on es van desenvolupar van ser aquells en els quals hi havia una major tradicio d'externalització de serveis per part de les empreses locals: la ESE gestiona l'energia de l'empresa client. Alguns d'ells van ser Estats Units, Canadà i Japó. O per exemple França i Itàlia a Europa.

## Les ESE a la Unió Europea
La Unió Europea treballa en la definició dels requisits mínims per a qualificar una empresa com a Empresa de Serveis Energètics. Una part significativa dels projectes de les quals han tingut lloc en el sector públic, en especial a edificis públics, hospitals i enllumenat exterior. Per exemple, pel que fa a l'eficiència energètica en l'enllumenat, la Comissió Europea ha promogut el Programa Greenlight, entre altres iniciatives.